# Bela Vista (Gaspar)
Bela Vista é uma bairro localizado na região oeste do município de Gaspar, no estado de Santa Catarina.É um dos bairros com o maior índice de crescimento do município.

## Geografia

### Limites
O bairro limita-se com o Rio Itajaí-Açu e Blumenau, seguindo até a rua Conceição de Jesus Marques, no limite com o bairro Figueira.

## Infraestrutura

### Economia
É um bairro com sua economia voltada para a indústria têxtil.

### Educação
O bairro conta, atualmente, com três instituições de ensino:
- Escola de Ensino Basico Arnoldo Agenor Zimmermann.[2]
- Centro de Desenvolvimento Infantil Tia Maria Elisa.[3]
- Centro de Desenvolvimento Infantil Sônia Gioconda Beduschi.[4]

Além disso, encontra-se também o Centro Federal de Educação Tecnológica, no terreno doado pela associação de Moradores do bairro, em frente à Escola de Ensino Basico Arnoldo Agenor Zimmermann

### Saúde
Existe duas unidade voltada para a saúde no bairro:
- ESF Bela Vista.[7]
- ESF Jardim Primavera